# Fiyi en la Copa Mundial de Rugby de 2019
La Selección de rugby de Fiyi fue uno de los 20 participantes de la Copa Mundial de Rugby de 2019 que se realizó en Japón.
Fue la octava participación de los Flying Fijians en la Copa Mundial de Rugby.

## Plantel
Fiyi anunció a sus 31 jugadores para la Copa Mundial de Rugby de 2019 el 3 de septiembre.
1El 5 de septiembre, Lee Roy Atalifo reemplazó a Kalivati Tawake, quien sufría una lesión de rodilla.
- Entrenador jefe:  John McKee
- Entrenador de ataque:  Tabai Matson
- Entrenador de delanteros:  Neil Barnes
- Caps actualizadas a fecha: 25 de septiembre de 2019

| Nombre                     | Posición       | Fecha de nacimiento     | Encuentros | Club               |
| -------------------------- | -------------- | ----------------------- | ---------- | ------------------ |
| Mesu Dolokoto              | hooker         | 21 de enero de 1995     | 8          | Glasgow Warriors   |
| Sam Matavesi               | hooker         | 13 de enero de 1992     | 10         | Cornish Pirates    |
| Ratu Veremalua Vugakoto    | hooker         | 29 de diciembre de 1997 | 8          | Fijian Latui       |
| Lee-roy Atalifo            | pilar          | 10 de mayo de 1988      | 12         | Jersey Reds        |
| Campese Ma'afu             | pilar          | 19 de diciembre de 1984 | 60         | sin equipo         |
| Eroni Mawi                 | pilar          | 2 de junio de 1996      | 11         | Fijian Latui       |
| Peni Raval                 | pilar          | 16 de junio de 1990     | 30         | Bordeaux Bègles    |
| Manasa Saulo               | pilar          | 6 de abril de 1989      | 45         | sin equipo         |
| Kalivati Tawake            | pilar          | 16 de noviembre de 1988 | 13         | Biarritz           |
| Tevita Cavubati            | segunda línea  | 12 de agosto de 1987    | 25         | Harlequins         |
| Leone Nakarawa             | segunda línea  | 2 de febrero de 1988    | 59         | Racing 92          |
| Api Ratuniyarawa           | segunda línea  | 23 de enero de 1983     | 32         | Northampton Saints |
| Tevita Ratuva              | segunda línea  | 8 de mayo de 1995       | 5          | Bordeaux Bègles    |
| Semi Kunatani              | ala            | 27 de octubre de 1990   | 10         | Harlequins         |
| Viliame Mata               | ala            | 22 de octubre de 1991   | 14         | Edinburgh          |
| Mosese Voka                | ala            | 7 de junio de 1985      | 10         | Fijian Latui       |
| Dominiko Waqaniburotu (c.) | ala            | 20 de abril de 1986     | 48         | Pau                |
| Peceli Yato                | ala            | 17 de enero de 1993     | 18         | Clermont           |
| Frank Lomani               | medio scrum    | 18 de abril de 1996     | 12         | Fijian Latui       |
| Nikola Matawalu            | medio scrum    | 8 de marzo de 1989      | 28         | Glasgow Warriors   |
| Henry Seniloli             | medio scrum    | 15 de junio de 1989     | 27         | sin club           |
| Alivereti Veitokani        | medio apertura | 2 de noviembre de 1992  | 10         | London Irish       |
| Ben Volavola               | medio apertura | 13 de enero de 1991     | 34         | Racing 92          |
| Levani Botia               | centro         | 28 de abril de 1988     | 16         | La Rochelle        |
| Josh Matavesi              | centro         | 5 de octubre de 1990    | 22         | Newcastle Falcons  |
| Semi Radradra              | centro         | 13 de julio de 1992     | 8          | Bordeaux Bègles    |
| Jale Vatubua               | centro         | 30 de agosto de 1991    | 16         | Pau                |
| Vereniki Goneva            | wing           | 5 de abril de 1984      | 59         | Harlequins         |
| Filipo Nakosi              | wing           | 8 de abril de 1992      | 2          | Castres            |
| Waisea Nayacalevu          | wing           | 26 de junio de 1990     | 13         | Stade Français     |
| Josua Tuisova              | wing           | 4 de febrero de 1994    | 10         | Lyon               |
| Kini Murimurivalu          | zaguero        | 15 de mayo de 1989      | 27         | La Rochelle        |

## Partidos de preparación
- Fiyi participó en la Pacific Nations Cup 2019 como preparación al torneo.

| 13 de julio de 2019 | Fiyi | 27 - 10 | Māori All Blacks |  |  |

| 20 de julio de 2019 | Māori All Blacks | 26 - 17 | Fiyi |  |  |

| 31 de agosto de 2019 | Fiyi | 29 - 19 | Tonga |  |  |

## Participación

### Grupo D
| Posición | Selección | Partidos | Partidos | Partidos  | Partidos | Tries a favor | Tantos  | Tantos    | Tantos     | Puntos extra | Puntos |
| Posición | Selección | jugados  | ganados  | empatados | perdidos | Tries a favor | a favor | en contra | diferencia | Puntos extra | Puntos |
| -------- | --------- | -------- | -------- | --------- | -------- | ------------- | ------- | --------- | ---------- | ------------ | ------ |
| 1        | Gales     | 4        | 4        | 0         | 0        | 17            | 136     | 69        | +67        | 3            | 19     |
| 2        | Australia | 4        | 3        | 0         | 1        | 20            | 136     | 68        | +68        | 4            | 16     |
| 3        | Fiyi      | 4        | 1        | 0         | 3        | 17            | 110     | 108       | +2         | 3            | 7      |
| 4        | Georgia   | 4        | 1        | 0         | 3        | 9             | 65      | 122       | –57        | 1            | 5      |
| 5        | Uruguay   | 4        | 1        | 0         | 3        | 6             | 60      | 140       | –80        | 0            | 4      |

#### Partidos
| 21 de septiembre de 2019, 13:45 | Australia | 39 – 21 | Fiyi | Sapporo Dome, Sapporo | |
|                                 | Tries: Hooper 17' Hodge 35' Latu 56', 61' Kerevi 68' Koroibete 72' Conversiones: (1/2) Lealiifano 18' (2/3) To'omua 69', 71' (0/1) Hodge Penal: (1/1) Hodge 50' | Reporte | Tries: · 7' Yato · 43' Nayacalevu · Conversiones: · 45' Volavola (1/2) · Penales: · 44', 22', 30' Volavola (3/3) · Tarjeta: · 61' hasta 71' Botia | Asistencia: 36 482 espectadores Árbitro(s): Ben O'Keeffe Jueces de touch: Luke Pearce Andrew Brace Television Match Official: Rowan Kitt | Asistencia: 36 482 espectadores Árbitro(s): Ben O'Keeffe Jueces de touch: Luke Pearce Andrew Brace Television Match Official: Rowan Kitt |

| 25 de septiembre de 2019, 14:15 | Fiyi                                                                                               | 27 – 30 | Uruguay | Kamaishi Recovery Memorial, Kamaishi | |
| | Tries: Dolokoto 8' Mawi 19' Ratuniyarawa 48' Matawalu 67', 80' Conversiones: (1/5) J. Matavesi 20' | Reporte | Tries: 14' Arata 22' Diana 26' Cat Conversiones: 15', 23', 28' Berchesi (3/3) Penales: 38', 61', 76' Berchesi (3/4) | Asistencia: 14 025 espectadores Árbitro(s): Pascal Gaüzère Jueces de touch: Angus Gardner Andrew Brace Television Match Official: Marius Jonker | Asistencia: 14 025 espectadores Árbitro(s): Pascal Gaüzère Jueces de touch: Angus Gardner Andrew Brace Television Match Official: Marius Jonker |
| Germán Kessler (Uruguay) alcanzó los 50ª test match. Es el primer triunfo de Uruguay en la copa desde que derrotara a Georgia durante el mundial de 2003. Es el primer triunfo de Uruguay sobre Fiyi, y una nación de las islas del Pacífico. Esta es la primera vez que Uruguay derrota a un equipo ubicado en el top 10 del ranking. | |         | | | |

| 3 de octubre de 2019, 14:15 | Georgia                                                                            | 10 – 45 | Fiyi | Hanazono Rugby Stadium, Higashiōsaka | |
|                             | Try: Gorgodze 52' Conversión: (1/1) Matiashvili 54' Penales: (1/2) Matiashvili 34' | Reporte | Tries: 19' Nayacalevu 44' Lomani 49' Tuisova 60', 75' Radradra 67' Kunatani 69' Ratuniyarawa Conversiones: 20', 62', 69', 71', 76' Volavola (5/7) | Asistencia: 21 069 espectadores Árbitro(s): Paul Williams Jueces de touch: Jaco Peyper Matthew Carley Television Match Official: Graham Hughes | Asistencia: 21 069 espectadores Árbitro(s): Paul Williams Jueces de touch: Jaco Peyper Matthew Carley Television Match Official: Graham Hughes |

| 9 de octubre de 2019, 18:45 | Gales | 29 – 17 | Fiyi                                            | Oita Stadium, Ōita                                                                                        | |
|                             | Tries: Adams 18', 31', 61'm L. Williams 69' Conversiones: (2/2) Biggar 20', 32' (1/2) Patchell 70' Penal: (1/1) Patchell 58' | Reporte | Tries: 4' Tuisova 9' Murimurivalu 54' try penal | Árbitro(s): Jérôme Garcès Jueces de touch: Romain Poite Karl Dickson Television Match Official: Ben Skeen | Árbitro(s): Jérôme Garcès Jueces de touch: Romain Poite Karl Dickson Television Match Official: Ben Skeen |